# 郵便事業和歌山ターミナル支店
郵便事業和歌山ターミナル支店（ゆうびんじぎょう わかやまターミナルしてん、和歌山TM支店）は郵便事業株式会社の一支店。ゆうパックの地域区分拠点の一つで、和歌山県和歌山市に所在していた。同住所にある、日本通運和歌山ターミナル支店の敷地・建物のほぼ半分を買い取る形で2010年（平成22年）7月1日に新設された。
和歌山県の全域と奈良県吉野郡十津川村および野迫川村の各一部と三重県熊野市紀和町上川地区（郵便番号上二桁64の地域）のゆうパックの地域区分を担当していた。それまでは、郵便事業和歌山支店がゆうパックの地域区分を行っていた。
2011年8月28日に廃止され、現在のゆうパック区分事業は和歌山中央局にて行われている。

## 交通アクセス
- 阪和自動車道 和歌山ICから1km。